# Kościół św. Wojciecha Biskupa i Męczennika w Kikole
Kościół Świętego Wojciecha Biskupa i Męczennika w Kikole – rzymskokatolicki kościół parafialny w mieście Kikół, w gminie Kikół, w powiecie lipnowskim, w województwie kujawsko-pomorskim. Należy do dekanatu lipnowskiego. Mieści się przy ulicy Sienkiewicza.

## Architektura i wyposażenie
Obecna świątynia została wzniesiona w latach 1904–1909 i konsekrowana w dniu 23 września 1910 roku, podczas urzędowania proboszcza parafii, którym był ksiądz Adolfa Kukwa.
Kościół został wybudowany z cegły w stylu neogotyckim i jest pokryty blachą. Nawa główna posiada strop z drewna o beczkowatej formie. Budowla jest otoczona ogrodzeniem z cegły z dwiema neogotyckimi bramami – główną i cmentarną. Wyposażenie wnętrza jest mieszanką różnych stylów. Ołtarz główny i ambona reprezentują styl neogotycki. Chrzcielnica z połowy XVIII stulecia reprezentuje styl rokokowy. W prawym ołtarzu bocznym jest umieszczona figura Matki Bożej Bolesnej z Konotopia, w lewym jest umieszczony obraz ukrzyżowania z 1817 roku z sygnaturą J. Paszkiewicza. Przy głównym wejściu znajduje się epitafium Ignacego Antoniego Zboińskiego z 1796 roku, wojewody płockiego, kawalera Orderów Orła Białego i św. Stanisława, wcześniej znajdowało się ono w posadzce krypty poprzedniej świątyni, gdzie było umieszczone serce właściciela Kikoła. W tzw. skarbcu są umieszczone tablice nagrobne i epitafia: Franciszka Ksawerego Zboińskiego z 1818 roku, Joanny z Grabieńskich Zboińskiej z 1821 roku) - żony Franciszka Ksawerego, Ignacego Tadeusza Zboińskiego z 1821 roku), Karola Zboińskiego z 1850 roku), Joanny z hr. Zboińskich Lubicz Piwnickiej (z 1880 roku), a przy wejściu do świątyni Julii ze Smolińskich Tłuchowskiej (z 1878 roku).